# Marie-Agnès Poussier-Winsback
Marie-Agnès Poussier-Winsback, née le 25 mars 1967 à Nancy (Meurthe-et-Moselle), est une femme politique française.
D'abord membre du RPR, de l'UMP puis des Républicains de 1989 à 2021, elle rejoint cette année-là le parti Horizons d'Édouard Philippe, aile droite de la coalition Ensemble du président Emmanuel Macron. Elle est élue députée dans la 9e circonscription de la Seine-Maritime lors des élections législatives de 2022.
Elle est maire de Fécamp et présidente de la communauté d'agglomération Fécamp Caux Littoral de 2014 à 2022.
Elle est également conseillère régionale de Haute-Normandie, puis de Normandie, de 2010 à 2022, région dont elle est la vice-présidente de 2016 à 2022 aux côtés d'Hervé Morin, président du conseil régional.
Le 21 septembre 2024, elle est nommée ministre déléguée chargée de l’Économie sociale et solidaire, de l’Intéressement et de la Participation dans le gouvernement Michel Barnier.

## Biographie

### Famille et études
Marie-Agnès Poussier-Winsback est la fille de Jean-Marie Winsback, pharmacien, et de Paulette Winsback née Lefrançois. Elle a trois frères et une sœur. Son père est le fils ainé de Jacques Winsback, maire de Fécamp durant 10 mois en 1959.
Elle fait ses études à Paris II, où elle obtient une maîtrise de science politique[réf. souhaitée], puis à Paris I, pour une maîtrise d’histoire[réf. souhaitée].

## Carrière professionnelle
Marie-Agnès Poussier-Winsback est chargée de mission au conseil général de Seine-Maritime de 1989 à 2002, puis de 2002 à 2012, où elle y est attachée parlementaire de Daniel Fidelin, alors député de la 9e circonscription de Seine-Maritime.
De 2012 à 2014, elle est professeure d'économie au lycée Saint-Joseph du Havre.

## Carrière politique
Marie-Agnès Poussier-Winsback commence son engagement politique en 1989 en tant que militante chez les Jeunes du RPR et devient déléguée départementale des Jeunes RPR[réf. souhaitée].
Plus tard, elle devient secrétaire de circonscription et secrétaire départementale adjointe de Seine-Maritime[réf. souhaitée] à l'UMP devenu aujourd'hui Les Républicains.
De 1998 à 2004 et depuis 2010, elle est élue conseillère régionale de Haute-Normandie.
En 1997 et 2012, elle se présente en tant que suppléante de Daniel Fidelin aux élections législatives. Elle se présente en 2007 aux élections législatives dans la 5e circonscription de Seine-Maritime. Elle est de 2001 à 2014, conseillère municipale de l'opposition dans la ville de Fécamp.
En 5 avril 2014, elle est élue maire de Fécamp, elle succède à Patrick Jeanne, qui dirigeait la ville depuis 1998, et fait ainsi basculer la ville à droite après 25 ans de municipalité socialiste. Le 18 avril 2014, elle est alors élue présidente de la communauté de communes de Fécamp qui est devenue depuis le 1er janvier 2015, la communauté d’agglomération Fécamp Caux Littoral.
Après avoir soutenu Valérie Pécresse à l'élection présidentielle de 2022, elle se présente aux élections législatives dans la neuvième circonscription de Seine-Maritime comme candidate de la majorité présidentielle. Elle est élue avec 50,84 % des suffrages.
Après la dissolution du 9 juin 2024, elle est réélue le 7 juillet avec 50,34 % des suffrages, puis elle est nommée au poste de ministre déléguée chargée de l'Économie sociale et solidaire, de l'Intéressement et de la Participation au sein du gouvernement Michel Barnier.

## Pour approfondir